# Grazer Straße

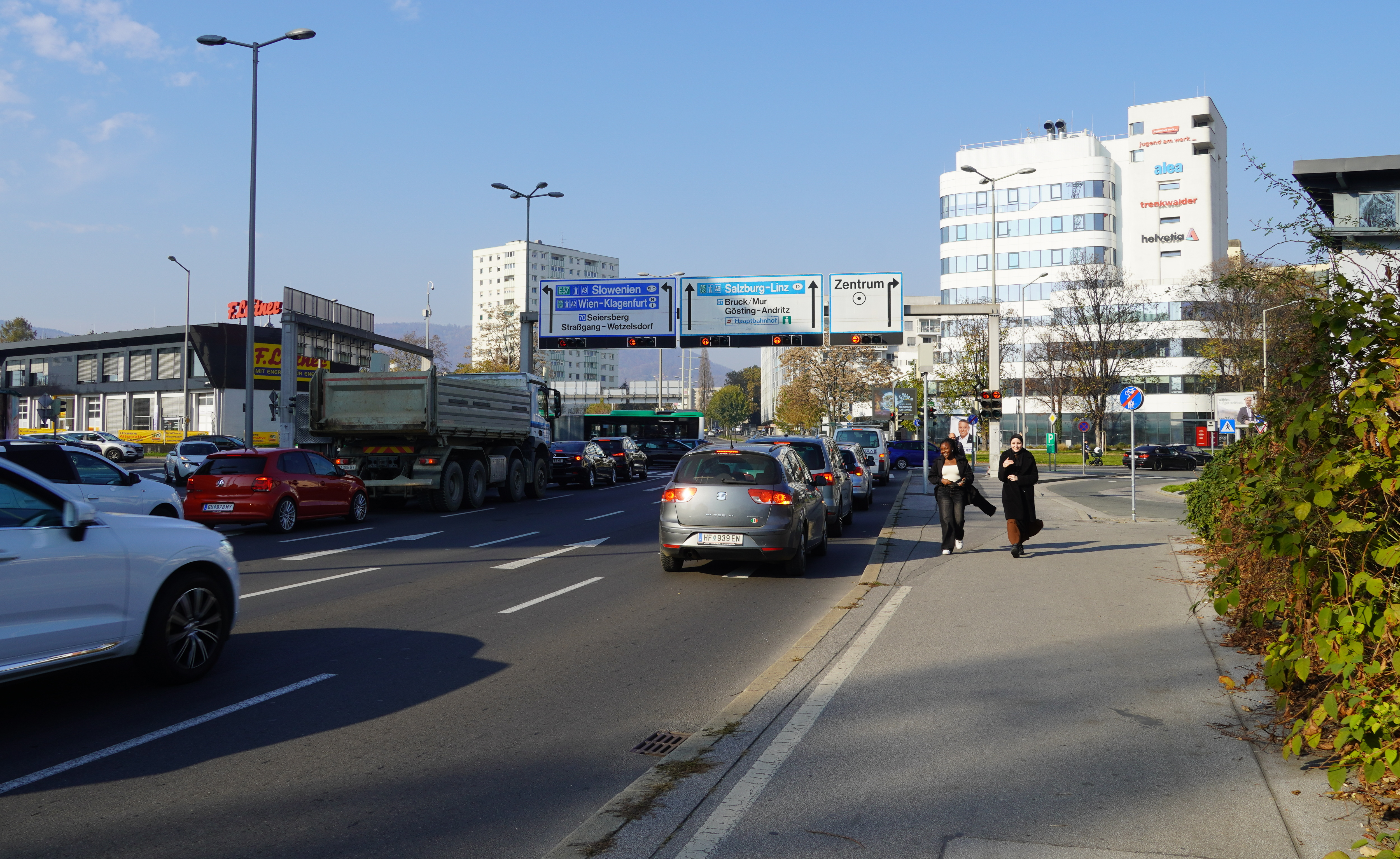
B67 Grazer Straße, 4-spurig im Bereich Lazarettgürtel, Graz

Die Grazer Straße (B 67) ist eine Landesstraße in der Steiermark (Österreich); sie führt von Peggau bis nach Spielfeld/Šentilj an die slowenische Grenze. Sie ist im Stadtgebiet von Graz vollständig vierspurig ausgebaut. Der Abschnitt Leibnitz – Spielfeld verläuft völlig gerade.

## Verlauf
Die B 67 liegt auf dem ehemaligen Hauptverkehrsweg (von Wien) nach Triest. Vor der Fertigstellung der A 9 war sie zu Ferienzeiten oft eine der größten Staustrecken Österreichs, vor allem zusätzlich zum Transit-Schwerverkehr noch durch den Urlauberverkehr und die Gastarbeiter aus Deutschland und Österreich, die auf Urlaub nach Jugoslawien, Griechenland oder in die Türkei fuhren (Gastarbeiterroute). Heute ist sie (auch wegen der vielen an ihr liegenden Unternehmen im südlichen Umland von Graz) die österreichische Bundesstraße mit der stärksten LKW-Belastung. 

## Geschichte
Seit 1825 führt die Triester Commerzial-Hauptstraße nicht mehr durch Ehrenhausen und über den Platschberg, sondern auf der heutigen Strecke über Spielfeld und das Zirknitztal, nachdem Kaiser Franz I. am 18. März 1824 einen Betrag von 23.823 Gulden für den Neubau dieser Straße bewilligte.
Die Triester Straße gehört zu den ehemaligen Reichsstraßen, die durch das Bundesgesetz vom 8. Juli 1921 als Bundesstraßen übernommen wurden. Bis 1938 wurde die Triester Straße südlich von Bruck als B 21 bezeichnet, nach dem Anschluss Österreichs wurde die Triester Straße bis 1945 als Teil der Reichsstraße 95 geführt.
Seit dem 1. April 1948 wurde die Straße zwischen Bruck an der Mur und Spielfeld als Grazer Straße bezeichnet.
Als im vierten Quartal 2015 oft mehr als 1000 Flüchtlinge pro Tag zu Fuß nach Österreich drängten, wurde der Grenzübergang Spielfeld an der B 267 für die Dauer von etwa zwei Monaten für autobahnberechtigte Kraftfahrzeuge gesperrt. Diese wurden über die nahe Autobahn umgeleitet, die für diesen Zweck bis zur ersten Ausfahrt in Österreich von der österreichischen Vignettenpflicht befreit wurde. Nach der Errichtung einer Kontrollanlage für Flüchtlinge, mit Container-Räumen, Leitgittern und einem Zelt mit der Möglichkeit zum Bilden von Personengruppen in Größe der Aufnahmefähigkeit von Reisebussen und dem teilweisen Errichten eines Grenzzauns in der näheren Umgebung wurde am 29. Dezember 2015 der Grenzübergang wieder provisorisch – von 6–22 Uhr für 10 Tage – für Kfz geöffnet.